# El Requexón
La Ciutat Esportiva del Reial Oviedo, més coneguda com a El Requexón, és el camp d'entrenament i la base acadèmica del club de futbol asturià Reial Oviedo. Situat als afores nord de la ciutat d'Oviedo, el centre ocupa una superfície de 80.447 m2.
La primera fase del centre d'entrenament es va inaugurar l'any 1969 gràcies als esforços del llavors president del club Enrique Rubio Sanudo. Més tard, a la dècada de 1980, la segona fase de la construcció es va completar amb els esforços del llavors president José Manuel Bango.

## Instal·lacions
- L'Estadi Ciudad Deportiva amb una capacitat de 3.000 seients,[2] és l'estadi local del Reial Oviedo Vetusta, l'equip filial del Reial Oviedo.
- 2 camps de gespa.
- 1 camp artificial.
- 1 minicamps de gespa.
- Pistes de tennis exteriors.
- Centre de serveis amb gimnàs.